# ویلف روسترون
ویلف روسترون (انگلیسی: Wilf Rostron؛ زادهٔ ۲۹ سپتامبر ۱۹۵۶) بازیکن فوتبال اهل بریتانیا است.
از باشگاه‌هایی که در آن بازی کرده‌است می‌توان به باشگاه فوتبال آرسنال، باشگاه فوتبال واتفورد، باشگاه فوتبال ساندرلند، باشگاه فوتبال شفیلد یونایتد، باشگاه فوتبال شفیلد ونزدی، و باشگاه فوتبال برنتفورد اشاره کرد.